# Reacció de Darzens
La reacció de Darzens, descoberta pel químic Auguste Georges Darzens el 1904, és la reacció d'una cetona o un aldehid amb un α-haloèster en presència d'una base per formar un α,β-epoxièster.

## Mecanisme de la reacció
La primera etapa de la reacció té lloc mitjançant un mecanisme similar al d'una condensació aldòlica: la base forta arrenca el protó de la posició halogenada, generant un anió que ataca el carbonil de la cetona, formant un enllaç carboni-carboni. L'anió oxigen realitza un atac tipus SN2 sobre el carboni halogenat, desplaçant l'halur i formant l'epòxid.